# Індіанола (Іллінойс)
Індіанола (англ. Indianola) — селище (англ. village) в США, в окрузі Вермільйон штату Іллінойс. Населення — 227 осіб (2020).

## Географія
Індіанола розташована за координатами 39°55′37″ пн. ш. 87°44′25″ зх. д. / 39.92694° пн. ш. 87.74028° зх. д. (39.927064, -87.740241).  За даними Бюро перепису населення США в 2010 році селище мало площу 1,01 км², уся площа — суходіл.

## Демографія
Згідно з переписом 2010 року, у селищі мешкало 276 осіб у 108 домогосподарствах у складі 85 родин. Густота населення становила 274 особи/км².  Було 117 помешкань (116/км²).
Расовий склад населення:
| - 99,6 % — білих |

До двох чи більше рас належало 0,4 %. Частка іспаномовних становила 1,4 % від усіх жителів.
За віковим діапазоном населення розподілялося таким чином: 22,1 % — особи молодші 18 років, 60,1 % — особи у віці 18—64 років, 17,8 % — особи у віці 65 років та старші. Медіана віку мешканця становила 44,0 року. На 100 осіб жіночої статі у селищі припадало 109,1 чоловіків;  на 100 жінок у віці від 18 років та старших — 100,9 чоловіків також старших 18 років.
Середній дохід на одне домашнє господарство  становив 54 987 доларів США (медіана — 50 938), а середній дохід на одну сім'ю — 59 114 долари (медіана — 63 375). За межею бідності перебувало 3,9 % осіб, у тому числі 4,8 % дітей у віці до 18 років та 0,0 % осіб у віці 65 років та старших.
Цивільне працевлаштоване населення становило 142 особи. Основні галузі зайнятості: освіта, охорона здоров'я та соціальна допомога — 19,0 %, роздрібна торгівля — 12,7 %, виробництво — 12,7 %.